# Flowers in the Attic (boek)
Flowers in the Attic is een Amerikaanse roman van V.C. Andrews uit 1979. Het is het eerste boek in de Dollanganger-serie. Het werd gevolgd door Petals on the Wind, If There Be Thorns, Seeds of Yesterday en Garden of Shadows. De roman is geschreven in de eerste persoon uit het oogpunt van Cathy Dollanganger. In 1987 en 2014 werd telkens een filmbewerking gemaakt die dezelfde naam draagt.

## Synopsis
Na de dood van haar echtgenoot gaat Corinne Dollanganger met haar vier kinderen Christopher, Catherine, Cory en Carrie bij haar rijke ouders in Virginia wonen die ze in jaren niet heeft gezien. Na hun aankomst in het afschrikwekkend herenhuis "Foxworth Hall", komen de kinderen een verschrikkelijk familiegeheim te weten. In zijn laatste wilsbeschikking heeft de zieke vader van Corinne laten opnemen dat zijn dochter slechts van hem zal erven als ze kinderloos blijft. Corinne en haar moeder moeten nu het bestaan van haar kinderen geheimhouden. Pas als hun grootvader sterft, zullen ze ze tevoorschijn mogen komen. Opgesloten in een verborgen ruimte ergens boven in de zolders van Foxworth Hall moeten de kinderen zichzelf behelpen. Hun verblijf sleept jaren aan. Het boek beschrijft gedetailleerd hoe ze worstelen met hun gevoelens voor hun onverschillige moeder en hun fanatiek-religieuze grootmoeder. Achteraf blijkt dat de moeder haar eigen kinderen wou vergiftigen.